# Vene cerebrale superioare
Venele cerebrale superioare, în număr de opt până la douăsprezece, drenează suprafețele superioare, laterale și mediale ale emisferelor cerebrale. Ele se găsesc cu preponderență în șanțul dintre girusuri, dar pot fi, de asemenea, localitate peste girusuri. Individual se varsă în sinusul sagital superior. Venele anterioare au un traseu de unghi aproape drept față de sinus, în timp ce venele posterioare și mai mari,  sunt direcționate în unghiuri oblice, deschizându-se în sinus într-o direcție opusă curentului (anterior spre posterior) al sângelui conținut în el. 

## Imagini suplimentare

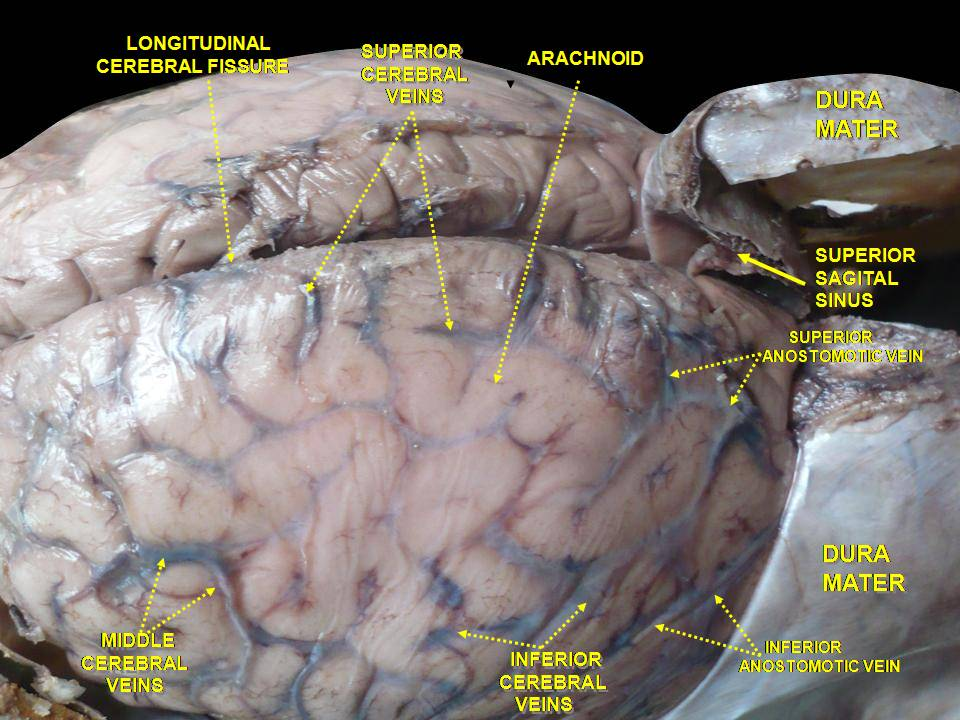
Meningele și venele cerebrale superficiale. Disecție profundă. Vedere superioară